# Natale di fuoco
Natale di fuoco (Riot) è un film statunitense del 1996 diretto da Joseph Merhi. È un film d'azione incentrato sul rapimento della figlia di un ambasciatore inglese a Los Angeles da parte di terroristi irlandesi.

## Trama
La figlia di un ambasciatore inglese viene rapita da terroristi irlandesi dell'Ira; a questo punto le autorità americane incaricano il maggiore Shane Alcott (Gary Daniels) di intervenire nella delicata operazione.

## Produzione e distribuzione
Il film è prodotto e distribuito dalla PM Entertainment del regista e produttore siriano Joseph Merhi. In diversi paesi è uscito con i titoli seguenti:
- negli Stati Uniti (Riot)
- in Germania (Nacht des Terrors)
- in Italia (Natale di fuoco)
- in Germania (Night of Terror)
- in Spagna (Riot. La revuelta)
- in Grecia (Tyfonas stous dromous)